# Interlands Georgisch voetbalelftal 2010-2019
Deze pagina toont een gedetailleerd overzicht van de interlands die het Georgisch voetbalelftal heeft gespeeld in de periode 2010 – 2019.

## Interlands

### 2010
|                                                              |                                                |       |               |                                                                                              |
| 3 maart Vriendschappelijk № 152 «onderlinge duels» 16:00 uur | Georgië                                        | 2 – 1 | Estland       | Boris Paitsjadzestadion, Tbilisi Toeschouwers: 40.000 Scheidsrechter: Veaceslav Banari (MDA) |
| 3 maart Vriendschappelijk № 152 «onderlinge duels» 16:00 uur | Levan Kobiasjvili 45' (pen.) David Siradze 90' |       | 83' Ats Purje | Boris Paitsjadzestadion, Tbilisi Toeschouwers: 40.000 Scheidsrechter: Veaceslav Banari (MDA) |

|                                                             |         |       |          |                                                                                    |
| 25 mei Vriendschappelijk № 153 «onderlinge duels» 18:30 uur | Georgië | 0 – 0 | Kameroen | Dolomitenstadion, Lienz Toeschouwers: 3.500 Scheidsrechter: Bernhard Brugger (AUT) |
| 25 mei Vriendschappelijk № 153 «onderlinge duels» 18:30 uur |         |       |          | Dolomitenstadion, Lienz Toeschouwers: 3.500 Scheidsrechter: Bernhard Brugger (AUT) |

|                                                                  |          |       |         |                                                                                      |
| 11 augustus Vriendschappelijk № 154 «onderlinge duels» 18:00 uur | Moldavië | 0 – 0 | Georgië | Stadionul Zimbru, Chisinau Toeschouwers: 5.000 Scheidsrechter: Viktor Sjvetsov (UKR) |
| 11 augustus Vriendschappelijk № 154 «onderlinge duels» 18:00 uur |          |       |         | Stadionul Zimbru, Chisinau Toeschouwers: 5.000 Scheidsrechter: Viktor Sjvetsov (UKR) |

|                                                                             |                       |       |                         | |
| 3 september Kwalificatie EK 2012 Groep F № 155 «onderlinge duels» 20:45 uur | Griekenland           | 1 – 1 | Georgië                 | Georgios Karaiskákis Stadion, Piraeus Toeschouwers: 14.794 Scheidsrechter: Carlos Clos Gómez (ESP) |
| 3 september Kwalificatie EK 2012 Groep F № 155 «onderlinge duels» 20:45 uur | Nikos Spiropoulos 72' |       | 3' Vladimir Dvalisjvili | Georgios Karaiskákis Stadion, Piraeus Toeschouwers: 14.794 Scheidsrechter: Carlos Clos Gómez (ESP) |

|                                                                             |         |       |        |                                                                                          |
| 7 september Kwalificatie EK 2012 Groep F № 156 «onderlinge duels» 19:00 uur | Georgië | 0 – 0 | Israël | Boris Paitsjadzestadion, Tbilisi Toeschouwers: 45.000 Scheidsrechter: Sascha Kever (SUI) |
| 7 september Kwalificatie EK 2012 Groep F № 156 «onderlinge duels» 19:00 uur |         |       |        | Boris Paitsjadzestadion, Tbilisi Toeschouwers: 45.000 Scheidsrechter: Sascha Kever (SUI) |

|                                                                           |                     |       |       |                                                                                        |
| 8 oktober Kwalificatie EK 2012 Groep F № 157 «onderlinge duels» 19:00 uur | Georgië             | 1 – 0 | Malta | Boris Paitsjadzestadion, Tbilisi Toeschouwers: 39.000 Scheidsrechter: Alan Black (NIR) |
| 8 oktober Kwalificatie EK 2012 Groep F № 157 «onderlinge duels» 19:00 uur | David Siradze 90+1' |       |       | Boris Paitsjadzestadion, Tbilisi Toeschouwers: 39.000 Scheidsrechter: Alan Black (NIR) |

|                                                                                 |                        |       |                   |                                                                               |
| 12 oktober 2010 Kwalificatie EK 2012 Groep F № 158 «onderlinge duels» 19:00 uur | Letland                | 1 – 1 | Georgië           | Skontostadion, Riga Toeschouwers: 4.330 Scheidsrechter: Manuel De Sousa (POR) |
| 12 oktober 2010 Kwalificatie EK 2012 Groep F № 158 «onderlinge duels» 19:00 uur | Aleksandrs Cauņa 90+1' |       | 74' David Siradze | Skontostadion, Riga Toeschouwers: 4.330 Scheidsrechter: Manuel De Sousa (POR) |

|                                                                  |                   |       |                                           |                                                                              |
| 17 november Vriendschappelijk № 159 «onderlinge duels» 20:45 uur | Slovenië          | 1 – 2 | Georgië                                   | Bonifikastadion, Koper Toeschouwers: 4.000 Scheidsrechter: Mark Whitby (WAL) |
| 17 november Vriendschappelijk № 159 «onderlinge duels» 20:45 uur | Boštjan Cesar 51' |       | 67' Aleksander Goeroeli 68' Jano Ananidze | Bonifikastadion, Koper Toeschouwers: 4.000 Scheidsrechter: Mark Whitby (WAL) |

### 2011
|                                                                 |                              |       |                                           |                                                                                    |
| 9 februari Vriendschappelijk № 160 «onderlinge duels» 14:00 uur | Armenië                      | 1 – 2 | Georgië                                   | Tsirionstadion, Limasol Toeschouwers: 400 Scheidsrechter: Yiannis Anastasiou (CYP) |
| 9 februari Vriendschappelijk № 160 «onderlinge duels» 14:00 uur | Edgar Manucharian 62' (pen.) |       | 22' Aleksander Iasjvili 34' David Siradze | Tsirionstadion, Limasol Toeschouwers: 400 Scheidsrechter: Yiannis Anastasiou (CYP) |

|                                                                          |                       |       |         |                                                                                               |
| 26 maart Kwalificatie EK 2012 Groep F № 161 «onderlinge duels» 18:00 uur | Georgië               | 1 – 0 | Kroatië | Boris Paitsjadzestadion, Tbilisi Toeschouwers: 55.000 Scheidsrechter: Paolo Tagliavento (ITA) |
| 26 maart Kwalificatie EK 2012 Groep F № 161 «onderlinge duels» 18:00 uur | Levan Kobiasjvili 90' |       |         | Boris Paitsjadzestadion, Tbilisi Toeschouwers: 55.000 Scheidsrechter: Paolo Tagliavento (ITA) |

|                                                                          |                  |       |         |                                                                                      |
| 29 maart Kwalificatie EK 2012 Groep F № 162 «onderlinge duels» 19:05 uur | Israël           | 1 – 0 | Georgië | Bloomfieldstadion, Tel Aviv Toeschouwers: 12.000 Scheidsrechter: Fredy Fautrel (FRA) |
| 29 maart Kwalificatie EK 2012 Groep F № 162 «onderlinge duels» 19:05 uur | Tal Ben-Haim 59' |       |         | Bloomfieldstadion, Tel Aviv Toeschouwers: 12.000 Scheidsrechter: Fredy Fautrel (FRA) |

|                                                                        |                                        |       |                    |                                                                                    |
| 3 juni Kwalificatie EK 2012 Groep F № 163 «onderlinge duels» 21:00 uur | Kroatië                                | 2 – 1 | Georgië            | Poljudstadion, Split Toeschouwers: 35.000 Scheidsrechter: Stefan Johannesson (SWE) |
| 3 juni Kwalificatie EK 2012 Groep F № 163 «onderlinge duels» 21:00 uur | Mario Mandžukić 76' Nikola Kalinić 78' |       | 16' Dzjaba Kankava | Poljudstadion, Split Toeschouwers: 35.000 Scheidsrechter: Stefan Johannesson (SWE) |

|                                                                  |                          |       |         |                                                                               |
| 10 augustus Vriendschappelijk № 164 «onderlinge duels» 19:30 uur | Polen                    | 1 – 0 | Georgië | Dialog Arena, Lubin Toeschouwers: 12.310 Scheidsrechter: Andriy Sjandor (UKR) |
| 10 augustus Vriendschappelijk № 164 «onderlinge duels» 19:30 uur | Jakub Błaszczykowski 35' |       |         | Dialog Arena, Lubin Toeschouwers: 12.310 Scheidsrechter: Andriy Sjandor (UKR) |

|                                                                             |         |                      |         |                                                                                            |
| 2 september Kwalificatie EK 2012 Groep F № 165 «onderlinge duels» 18:00 uur | Georgië | 0 – 1                | Letland | Micheil Meschistadion, Tbilisi Toeschouwers: 40.500 Scheidsrechter: Leontios Trattou (CYP) |
| 2 september Kwalificatie EK 2012 Groep F № 165 «onderlinge duels» 18:00 uur |         | 63' Aleksandrs Cauņa |         | Micheil Meschistadion, Tbilisi Toeschouwers: 40.500 Scheidsrechter: Leontios Trattou (CYP) |

|                                                                             |                    |       |                    |                                                                                    |
| 6 september Kwalificatie EK 2012 Groep F № 166 «onderlinge duels» 19:30 uur | Malta              | 1 – 1 | Georgië            | Ta' Qalistadion, Ta' Qali Toeschouwers: 2.000 Scheidsrechter: Pol van Boekel (NED) |
| 6 september Kwalificatie EK 2012 Groep F № 166 «onderlinge duels» 19:30 uur | Michael Mifsud 25' |       | 15' Dzjaba Kankava | Ta' Qalistadion, Ta' Qali Toeschouwers: 2.000 Scheidsrechter: Pol van Boekel (NED) |

|                                                                            |                      |       |                                             |                                                                                         |
| 11 oktober Kwalificatie EK 2012 Groep F № 167 «onderlinge duels» 18:00 uur | Georgië              | 1 – 2 | Griekenland                                 | Micheil Meschistadion, Tbilisi Toeschouwers: 7.824 Scheidsrechter: Daniele Orsato (ITA) |
| 11 oktober Kwalificatie EK 2012 Groep F № 167 «onderlinge duels» 18:00 uur | David Targamadze 19' |       | 79' Georgios Fotakis 84' Angelos Charisteas | Micheil Meschistadion, Tbilisi Toeschouwers: 7.824 Scheidsrechter: Daniele Orsato (ITA) |

|                                                                  |                                                   |       |          |                                                                                       |
| 11 november Vriendschappelijk № 168 «onderlinge duels» 14:00 uur | Georgië                                           | 2 – 0 | Moldavië | Micheil Meschistadion, Tbilisi Toeschouwers: 4.000 Scheidsrechter: Vusal Aliyev (AZE) |
| 11 november Vriendschappelijk № 168 «onderlinge duels» 14:00 uur | Aleksandr Kobachidze 36' Jano Ananidze 39' (pen.) |       |          | Micheil Meschistadion, Tbilisi Toeschouwers: 4.000 Scheidsrechter: Vusal Aliyev (AZE) |

### 2012
|                                                                  |                                                       |       |               |                                                                                             |
| 29 februari Vriendschappelijk № 169 «onderlinge duels» 14:00 uur | Georgië                                               | 2 – 1 | Albanië       | Boris Paitsjadzestadion, Tbilisi Toeschouwers: 18.000 Scheidsrechter: Genadij Sidenko (MDA) |
| 29 februari Vriendschappelijk № 169 «onderlinge duels» 14:00 uur | Aleksandr Kobachidze 47' Aleksandr Amisoelasjvili 88' |       | 3' Edgar Çani | Boris Paitsjadzestadion, Tbilisi Toeschouwers: 18.000 Scheidsrechter: Genadij Sidenko (MDA) |

|                                                             |                      |       |                                                         |                                                                                 |
| 24 mei Vriendschappelijk № 170 «onderlinge duels» 20:00 uur | Georgië              | 1 – 3 | Turkije                                                 | Red Bull Arena, Salzburg Toeschouwers: 700 Scheidsrechter: Markus Hameter (AUT) |
| 24 mei Vriendschappelijk № 170 «onderlinge duels» 20:00 uur | David Targamadze 51' |       | 12' Hamit Altıntop 40' Nuri Şahin 82' (pen.) Arda Turan | Red Bull Arena, Salzburg Toeschouwers: 700 Scheidsrechter: Markus Hameter (AUT) |

|                                                                  |                             |       |                                                   |                                                                                     |
| 15 augustus Vriendschappelijk № 171 «onderlinge duels» 20:00 uur | Luxemburg                   | 1 – 2 | Georgië                                           | Stade Municipal, Differdange Toeschouwers: 700 Scheidsrechter: Clément Turpin (FRA) |
| 15 augustus Vriendschappelijk № 171 «onderlinge duels» 20:00 uur | Aurélien Joachim 84' (pen.) |       | 2' Levan Mtsjedlidze 32' Aleksandr Amisoelasjvili | Stade Municipal, Differdange Toeschouwers: 700 Scheidsrechter: Clément Turpin (FRA) |

|                                                                             |                         |       |             |                                                                                               |
| 7 september Kwalificatie WK 2014 Groep I № 172 «onderlinge duels» 19:00 uur | Georgië                 | 1 – 0 | Wit-Rusland | Boris Paitsjadzestadion, Tbilisi Toeschouwers: 20.000 Scheidsrechter: Stanislav Todorov (BUL) |
| 7 september Kwalificatie WK 2014 Groep I № 172 «onderlinge duels» 19:00 uur | Tornike Okriasjvili 53' |       |             | Boris Paitsjadzestadion, Tbilisi Toeschouwers: 20.000 Scheidsrechter: Stanislav Todorov (BUL) |

|                                                                              |         |                     |        |                                                                                        |
| 11 september Kwalificatie WK 2014 Groep I № 173 «onderlinge duels» 19:30 uur | Georgië | 0 – 1               | Spanje | Boris Paitsjadzestadion, Tbilisi Toeschouwers: 57.000 Scheidsrechter: Svein Moen (NOR) |
| 11 september Kwalificatie WK 2014 Groep I № 173 «onderlinge duels» 19:30 uur |         | 86' Roberto Soldado |        | Boris Paitsjadzestadion, Tbilisi Toeschouwers: 57.000 Scheidsrechter: Svein Moen (NOR) |

|                                                                            |                       |       |                   |                                                                                       |
| 12 oktober Kwalificatie WK 2014 Groep I № 174 «onderlinge duels» 17:30 uur | Finland               | 1 – 1 | Georgië           | Olympiastadion, Helsinki Toeschouwers: 12.607 Scheidsrechter: Yevhen Aranovskyi (UKR) |
| 12 oktober Kwalificatie WK 2014 Groep I № 174 «onderlinge duels» 17:30 uur | Kasper Hämäläinen 62' |       | 56' Goeram Kasjia | Olympiastadion, Helsinki Toeschouwers: 12.607 Scheidsrechter: Yevhen Aranovskyi (UKR) |

|                                                                            |                                               |       |         |                                                                                      |
| 16 oktober Kwalificatie WK 2014 Groep I № 175 «onderlinge duels» 18:00 uur | Wit-Rusland                                   | 2 – 0 | Georgië | Dinamostadion, Minsk Toeschouwers: 15.300 Scheidsrechter: Robert Schörgenhofer (AUT) |
| 16 oktober Kwalificatie WK 2014 Groep I № 175 «onderlinge duels» 18:00 uur | Renan Bardini Bressan 6' Stanislav Dragun 28' |       |         | Dinamostadion, Minsk Toeschouwers: 15.300 Scheidsrechter: Robert Schörgenhofer (AUT) |

|                                                                  |         |       |        |                                                                                           |
| 14 november Vriendschappelijk № 176 «onderlinge duels» 15:00 uur | Georgië | 0 – 0 | Egypte | Micheil Meschistadion, Tbilisi Toeschouwers: 4.000 Scheidsrechter: Andris Treimanis (LET) |
| 14 november Vriendschappelijk № 176 «onderlinge duels» 15:00 uur |         |       |        | Micheil Meschistadion, Tbilisi Toeschouwers: 4.000 Scheidsrechter: Andris Treimanis (LET) |

### 2013
|                                                                 |                   |       |                                          |                                                                                          |
| 6 februari Vriendschappelijk № 177 «onderlinge duels» 17:00 uur | Albanië           | 1 – 2 | Georgië                                  | Qemal Stafastadion, Tirana Toeschouwers: 3.000 Scheidsrechter: Dimitar Meckarovski (MKD) |
| 6 februari Vriendschappelijk № 177 «onderlinge duels» 17:00 uur | Erjon Bogdani 25' |       | 41' Mate Vatsadze 82' Oetsja Lobzjanidze | Qemal Stafastadion, Tirana Toeschouwers: 3.000 Scheidsrechter: Dimitar Meckarovski (MKD) |

|                                                                          |                                                             |       |                          |                                                                                    |
| 22 maart Kwalificatie WK 2014 Groep I № 178 «onderlinge duels» 20:00 uur | Frankrijk                                                   | 3 – 1 | Georgië                  | Stade de France, Saint-Denis Toeschouwers: 71.147 Scheidsrechter: Ivan Bebek (CRO) |
| 22 maart Kwalificatie WK 2014 Groep I № 178 «onderlinge duels» 20:00 uur | Olivier Giroud 45+1' Mathieu Valbuena 47' Franck Ribéry 61' |       | 71' Aleksandr Kobachidze | Stade de France, Saint-Denis Toeschouwers: 71.147 Scheidsrechter: Ivan Bebek (CRO) |

|                                                             |                                                                   |       |         |                                                                                    |
| 2 juni Vriendschappelijk № 179 «onderlinge duels» 17:30 uur | Ierland                                                           | 4 – 0 | Georgië | Avivastadion, Dublin Toeschouwers: 50.000 Scheidsrechter: Sebastian Colțescu (ROE) |
| 2 juni Vriendschappelijk № 179 «onderlinge duels» 17:30 uur | Richard Keogh 42' Simon Cox 48' Robbie Keane 77' Robbie Keane 87' |       |         | Avivastadion, Dublin Toeschouwers: 50.000 Scheidsrechter: Sebastian Colțescu (ROE) |

|                                                             |                                            |       |                   |                                                                                |
| 5 juni Vriendschappelijk № 180 «onderlinge duels» 20:15 uur | Denemarken                                 | 2 – 1 | Georgië           | Nordjyske Arena, Aalborg Toeschouwers: 6.000 Scheidsrechter: Felix Brych (GER) |
| 5 juni Vriendschappelijk № 180 «onderlinge duels» 20:15 uur | Nicklas Pedersen 77' Christian Eriksen 89' |       | 52' Irakli Dzaria | Nordjyske Arena, Aalborg Toeschouwers: 6.000 Scheidsrechter: Felix Brych (GER) |

|                                                                  |                           |       |         |                                                                                         |
| 14 augustus Vriendschappelijk № 181 «onderlinge duels» 19:00 uur | Kazachstan                | 1 – 0 | Georgië | Astana Arena, Nur-Sultan Toeschouwers: 13.500 Scheidsrechter: Sjarhej Tsinkevitsj (BLR) |
| 14 augustus Vriendschappelijk № 181 «onderlinge duels» 19:00 uur | Sergej Chizjnitsjenko 17' |       |         | Astana Arena, Nur-Sultan Toeschouwers: 13.500 Scheidsrechter: Sjarhej Tsinkevitsj (BLR) |

|                                                                             |         |       |           |                                                                                           |
| 6 september Kwalificatie WK 2014 Groep I № 182 «onderlinge duels» 20:00 uur | Georgië | 0 – 0 | Frankrijk | Boris Paitsjadzestadion, Tbilisi Toeschouwers: 25.000 Scheidsrechter: Fırat Aydınus (TUR) |
| 6 september Kwalificatie WK 2014 Groep I № 182 «onderlinge duels» 20:00 uur |         |       |           | Boris Paitsjadzestadion, Tbilisi Toeschouwers: 25.000 Scheidsrechter: Fırat Aydınus (TUR) |

|                                                                              |         |                      |         |                                                                                            |
| 10 september Kwalificatie WK 2014 Groep I № 183 «onderlinge duels» 20:00 uur | Georgië | 0 – 1                | Finland | Micheil Meschistadion, Tbilisi Toeschouwers: 15.000 Scheidsrechter: Leontios Trattou (CYP) |
| 10 september Kwalificatie WK 2014 Groep I № 183 «onderlinge duels» 20:00 uur |         | 74' Roman Jerjomenko |         | Micheil Meschistadion, Tbilisi Toeschouwers: 15.000 Scheidsrechter: Leontios Trattou (CYP) |

|                                                                  |                                  |       |         |                                                                                            |
| 15 oktober Kwalificatie WK 2014 Groep I № 184 «onderlinge duels» | Spanje                           | 2 – 0 | Georgië | Estadio Carlos Belmonte, Albacete Toeschouwers: 16.133 Scheidsrechter: Florian Meyer (GER) |
| 15 oktober Kwalificatie WK 2014 Groep I № 184 «onderlinge duels» | Álvaro Negredo 26' Juan Mata 61' |       |         | Estadio Carlos Belmonte, Albacete Toeschouwers: 16.133 Scheidsrechter: Florian Meyer (GER) |

### 2014
|                                                    |                                                 |       |               |                                                                                           |
| 5 maart Vriendschappelijk № 185 «onderlinge duels» | Georgië                                         | 2 – 0 | Liechtenstein | Micheil Meschistadion, Tbilisi Toeschouwers: 6.000 Scheidsrechter: Andris Treimanis (LAT) |
| 5 maart Vriendschappelijk № 185 «onderlinge duels» | Giorgi Tsjantoeria 25' Jano Ananidze 46' (pen.) |       |               | Micheil Meschistadion, Tbilisi Toeschouwers: 6.000 Scheidsrechter: Andris Treimanis (LAT) |

|                                                             |               |                                                    |         |                                                                                               |
| 29 mei Vriendschappelijk № 186 «onderlinge duels» 21:00 uur | Saoedi-Arabië | 0 – 2                                              | Georgië | Estadio Municipal de Chapín, Jerez Toeschouwers: 1.200 Scheidsrechter: Carlos del Cerro (ESP) |
| 29 mei Vriendschappelijk № 186 «onderlinge duels» 21:00 uur |               | 45+2' Tornike Okriasjvili 71' Vladimir Dvalisjvili |         | Estadio Municipal de Chapín, Jerez Toeschouwers: 1.200 Scheidsrechter: Carlos del Cerro (ESP) |

|                                                   |                           |       |         |                                                                                    |
| 3 juni Vriendschappelijk № 187 «onderlinge duels» | V.A.E.                    | 1 – 0 | Georgië | Stade des Arbères, Meyrin Toeschouwers: 1.200 Scheidsrechter: Stephan Studer (SUI) |
| 3 juni Vriendschappelijk № 187 «onderlinge duels» | Habib Fardan Alfardan 74' |       |         | Stade des Arbères, Meyrin Toeschouwers: 1.200 Scheidsrechter: Stephan Studer (SUI) |

|                                                                   |                         |       |                                     |                                                                                        |
| 7 september Kwalificatie EK 2016 Groep D № 188 «onderlinge duels» | Georgië                 | 1 – 2 | Ierland                             | Boris Paitsjadzestadion, Tbilisi Toeschouwers: 40.000 Scheidsrechter: Kevin Blom (NED) |
| 7 september Kwalificatie EK 2016 Groep D № 188 «onderlinge duels» | Tornike Okriasjvili 38' |       | 24' Aiden McGeady 90' Aiden McGeady | Boris Paitsjadzestadion, Tbilisi Toeschouwers: 40.000 Scheidsrechter: Kevin Blom (NED) |

|                                                                  |                             |       |         |                                                                                 |
| 11 oktober Kwalificatie EK 2016 Groep D № 189 «onderlinge duels» | Schotland                   | 1 – 0 | Georgië | Ibrox Park, Glasgow Toeschouwers: 48.000 Scheidsrechter: Miroslav Zelinka (CZE) |
| 11 oktober Kwalificatie EK 2016 Groep D № 189 «onderlinge duels» | Akaki Choeboetia 28' (e.d.) |       |         | Ibrox Park, Glasgow Toeschouwers: 48.000 Scheidsrechter: Miroslav Zelinka (CZE) |

|                                                                  |           |                                                                  |         |                                                                              |
| 14 oktober Kwalificatie EK 2016 Groep D № 190 «onderlinge duels» | Gibraltar | 0 – 3                                                            | Georgië | Estádio Algarve, Faro Toeschouwers: 600 Scheidsrechter: Harald Lechner (AUT) |
| 14 oktober Kwalificatie EK 2016 Groep D № 190 «onderlinge duels» |           | 9' Nikoloz Gelashvili 20' Tornike Okriasjvili 69' Dzjaba Kankava |         | Estádio Algarve, Faro Toeschouwers: 600 Scheidsrechter: Harald Lechner (AUT) |

|                                                                   |         |                                                                                 |       |                                                                                               |
| 14 november Kwalificatie EK 2016 Groep D № 191 «onderlinge duels» | Georgië | 0 – 4                                                                           | Polen | Boris Paitsjadzestadion, Tbilisi Toeschouwers: 23.000 Scheidsrechter: Paolo Tagliavento (ITA) |
| 14 november Kwalificatie EK 2016 Groep D № 191 «onderlinge duels» |         | 51' Kamil Glik 71' Grzegorz Krychowiak 73' Sebastian Mila 90+2' Arkadiusz Milik |       | Boris Paitsjadzestadion, Tbilisi Toeschouwers: 23.000 Scheidsrechter: Paolo Tagliavento (ITA) |

### 2015
|                                                               |                                             |       |       |                                                                                                 |
| 25 maart Vriendschappelijk № 192 «onderlinge duels» 18:00 uur | Georgië                                     | 2 – 0 | Malta | Micheil Meschistadion, Tbilisi Toeschouwers: 16.000 Scheidsrechter: Aleksandrs Anufrijevs (LAT) |
| 25 maart Vriendschappelijk № 192 «onderlinge duels» 18:00 uur | Dzjaba Kankava 83' Valeri Kazaisjvili 90+2' |       |       | Micheil Meschistadion, Tbilisi Toeschouwers: 16.000 Scheidsrechter: Aleksandrs Anufrijevs (LAT) |

|                                                                |         |                                  |           |                                                                                            |
| 29 maart Kwalificatie EK 2016 Groep D № 193 «onderlinge duels» | Georgië | 0 – 2                            | Duitsland | Boris Paitsjadzestadion, Tbilisi Toeschouwers: 54.549 Scheidsrechter: Clément Turpin (ROU) |
| 29 maart Kwalificatie EK 2016 Groep D № 193 «onderlinge duels» |         | 39' Marco Reus 44' Thomas Müller |           | Boris Paitsjadzestadion, Tbilisi Toeschouwers: 54.549 Scheidsrechter: Clément Turpin (ROU) |

|                                                   |                   |       |                                          |                                                                            |
| 9 juni Vriendschappelijk № 194 «onderlinge duels» | Georgië           | 1 – 2 | Oekraïne                                 | Linzerstadion, Linz Toeschouwers: 700 Scheidsrechter: Markus Hameter (AUT) |
| 9 juni Vriendschappelijk № 194 «onderlinge duels» | Mate Vatsadze 81' |       | 57' Artem Kravets 67' Jevhen Konopljanka | Linzerstadion, Linz Toeschouwers: 700 Scheidsrechter: Markus Hameter (AUT) |

|                                                                         |                                                                                              |       |         |                                                                                         |
| 13 juni Kwalificatie EK 2016 Groep D № 195 «onderlinge duels» 18:00 uur | Polen                                                                                        | 4 – 0 | Georgië | Stadion Narodowy, Warschau Toeschouwers: 56.512 Scheidsrechter: Aleksej Koelbakov (BLR) |
| 13 juni Kwalificatie EK 2016 Groep D № 195 «onderlinge duels» 18:00 uur | Arkadiusz Milik 62' Robert Lewandowski 89' Robert Lewandowski 90+2' Robert Lewandowski 90+3' |       |         | Stadion Narodowy, Warschau Toeschouwers: 56.512 Scheidsrechter: Aleksej Koelbakov (BLR) |

|                                                                             |                        |       |           |                                                                                            |
| 4 september Kwalificatie EK 2016 Groep D № 196 «onderlinge duels» 18:00 uur | Georgië                | 1 – 0 | Schotland | Boris Paitsjadzestadion, Tbilisi Toeschouwers: 56.512 Scheidsrechter: Ovidiu Haţegan (ROM) |
| 4 september Kwalificatie EK 2016 Groep D № 196 «onderlinge duels» 18:00 uur | Valeri Kazaisjvili 37' |       |           | Boris Paitsjadzestadion, Tbilisi Toeschouwers: 56.512 Scheidsrechter: Ovidiu Haţegan (ROM) |

|                                                                             |                      |       |         |                                                                            |
| 7 september Kwalificatie EK 2016 Groep D № 197 «onderlinge duels» 20:45 uur | Ierland              | 1 – 0 | Georgië | Avivastadion, Dublin Toeschouwers: 27.200 Scheidsrechter: István Vad (HUN) |
| 7 september Kwalificatie EK 2016 Groep D № 197 «onderlinge duels» 20:45 uur | Jonathan Walters 69' |       |         | Avivastadion, Dublin Toeschouwers: 27.200 Scheidsrechter: István Vad (HUN) |

|                                                                           |                                                                                           |       |           |                                                                                           |
| 8 oktober Kwalificatie EK 2016 Groep D № 198 «onderlinge duels» 18:00 uur | Georgië                                                                                   | 4 – 0 | Gibraltar | Boris Paitsjadzestadion, Tbilisi Toeschouwers: 15.000 Scheidsrechter: Sergiej Bojko (UKR) |
| 8 oktober Kwalificatie EK 2016 Groep D № 198 «onderlinge duels» 18:00 uur | Mate Vatsadze 30' Tornike Okriasjvili 35' (pen.) Mate Vatsadze 45' Valeri Kazaisjvili 87' |       |           | Boris Paitsjadzestadion, Tbilisi Toeschouwers: 15.000 Scheidsrechter: Sergiej Bojko (UKR) |

|                                                                            |                                        |       |                    |                                                                                   |
| 11 oktober Kwalificatie EK 2016 Groep D № 199 «onderlinge duels» 20:45 uur | Duitsland                              | 2 – 1 | Georgië            | Red Bull Arena, Leipzig Toeschouwers: 43.630 Scheidsrechter: Pavel Královec (CZE) |
| 11 oktober Kwalificatie EK 2016 Groep D № 199 «onderlinge duels» 20:45 uur | Thomas Müller 50' (pen.) Max Kruse 79' |       | 53' Dzjaba Kankava | Red Bull Arena, Leipzig Toeschouwers: 43.630 Scheidsrechter: Pavel Královec (CZE) |

|                                                                  |                                                |       |         |                                                                                    |
| 11 november Vriendschappelijk № 200 «onderlinge duels» 18:00 uur | Estland                                        | 3 – 0 | Georgië | A. Le Coq Arena, Tallinn Toeschouwers: 2.266 Scheidsrechter: Raymond Crangle (NIR) |
| 11 november Vriendschappelijk № 200 «onderlinge duels» 18:00 uur | Ats Purje 61' Artur Pikk 65' Maksim Gussev 88' |       |         | A. Le Coq Arena, Tallinn Toeschouwers: 2.266 Scheidsrechter: Raymond Crangle (NIR) |

|                                                        |                                         |       |                                                    |                                                                                   |
| 16 november Vriendschappelijk № 201 «onderlinge duels» | Albanië                                 | 2 – 2 | Georgië                                            | Qemal Stafastadion, Tirana Toeschouwers: 2.000 Scheidsrechter: Davide Massa (ITA) |
| 16 november Vriendschappelijk № 201 «onderlinge duels» | Migjen Basha 89' Sokol Cikalleshi 90+4' |       | 2' Aleksandr Amisoelasjvili 53' Giorgi Tsjantoeria | Qemal Stafastadion, Tirana Toeschouwers: 2.000 Scheidsrechter: Davide Massa (ITA) |

### 2016
|                                                     |                         |       |                     |                                                                                            |
| 29 maart Vriendschappelijk № 202 «onderlinge duels» | Georgië                 | 1 – 1 | Kazachstan          | Boris Paitsjadzestadion, Tbilisi Toeschouwers: 15.000 Scheidsrechter: Clayton Pisani (MLT) |
| 29 maart Vriendschappelijk № 202 «onderlinge duels» | Tornike Okriasjvili 38' |       | 35' Azat Nurgalijev | Boris Paitsjadzestadion, Tbilisi Toeschouwers: 15.000 Scheidsrechter: Clayton Pisani (MLT) |

|                                                   |                                              |       |                 |                                                                           |
| 27 mei Vriendschappelijk № 203 «onderlinge duels» | Slowakije                                    | 3 – 1 | Georgië         | Renner Arena, Wels Toeschouwers: 782 Scheidsrechter: Oliver Drachta (AUT) |
| 27 mei Vriendschappelijk № 203 «onderlinge duels» | Adam Nemec 5' Adam Nemec 56' Adam Zreľák 70' |       | 71' Levan Kenia | Renner Arena, Wels Toeschouwers: 782 Scheidsrechter: Oliver Drachta (AUT) |

|                                                   | |       |                        |                                                                                         |
| 3 juni Vriendschappelijk № 204 «onderlinge duels» | Roemenië                                                                                                   | 5 – 1 | Georgië                | Arena Națională, Boekarest Toeschouwers: 27.934 Scheidsrechter: Artur Soares Dias (POR) |
| 3 juni Vriendschappelijk № 204 «onderlinge duels» | Adrian Popa 2' Aleksandr Amisoelasjvili 3' (e.d.) Nicolae Stanciu 49' Gabriel Torje 80' Claudiu Keșerü 87' |       | 68' (e.d.) Cosmin Moți | Arena Națională, Boekarest Toeschouwers: 27.934 Scheidsrechter: Artur Soares Dias (POR) |

|                                                   |        |                         |         | |
| 7 juni Vriendschappelijk № 205 «onderlinge duels» | Spanje | 0 – 1                   | Georgië | Coliseum Alfonso Pérez, Getafe Toeschouwers: 14.650 Scheidsrechter: Vilhjálmur Alvar Þórarinsson (ISL) |
| 7 juni Vriendschappelijk № 205 «onderlinge duels» |        | 40' Tornike Okriasjvili |         | Coliseum Alfonso Pérez, Getafe Toeschouwers: 14.650 Scheidsrechter: Vilhjálmur Alvar Þórarinsson (ISL) |

|                                                                             |                   |       |                                       |                                                                                               |
| 5 september Kwalificatie WK 2018 Groep D № 206 «onderlinge duels» 18:00 uur | Georgië           | 1 – 2 | Oostenrijk                            | Boris Paitsjadzestadion, Tbilisi Toeschouwers: 25.000 Scheidsrechter: Aleksej Koelbakov (BLR) |
| 5 september Kwalificatie WK 2018 Groep D № 206 «onderlinge duels» 18:00 uur | Jano Ananidze 78' |       | 16' Martin Hinteregger 42' Marc Janko | Boris Paitsjadzestadion, Tbilisi Toeschouwers: 25.000 Scheidsrechter: Aleksej Koelbakov (BLR) |

|                                                                           |                    |       |         |                                                                              |
| 6 oktober Kwalificatie WK 2018 Groep D № 207 «onderlinge duels» 20:45 uur | Ierland            | 1 – 0 | Georgië | Avivastadion, Dublin Toeschouwers: 39.793 Scheidsrechter: Tony Chapron (FRA) |
| 6 oktober Kwalificatie WK 2018 Groep D № 207 «onderlinge duels» 20:45 uur | Séamus Coleman 56' |       |         | Avivastadion, Dublin Toeschouwers: 39.793 Scheidsrechter: Tony Chapron (FRA) |

|                                                                           |                 |       |                         |                                                                                          |
| 9 oktober Kwalificatie WK 2018 Groep D № 208 «onderlinge duels» 20:45 uur | Wales           | 1 – 1 | Georgië                 | Cardiff City Stadium, Cardiff Toeschouwers: 32.652 Scheidsrechter: Paolo Mazzoleni (ITA) |
| 9 oktober Kwalificatie WK 2018 Groep D № 208 «onderlinge duels» 20:45 uur | Gareth Bale 10' |       | 57' Tornike Okriasjvili | Cardiff City Stadium, Cardiff Toeschouwers: 32.652 Scheidsrechter: Paolo Mazzoleni (ITA) |

|                                                                             |                        |       |                      |                                                                                            |
| 12 november Kwalificatie WK 2018 Groep D № 209 «onderlinge duels» 20:45 uur | Georgië                | 1 – 1 | Moldavië             | Boris Paitsjadzestadion, Tbilisi Toeschouwers: 40.642 Scheidsrechter: Georgi Kabakov (BUL) |
| 12 november Kwalificatie WK 2018 Groep D № 209 «onderlinge duels» 20:45 uur | Valeri Kazaisjvili 16' |       | 78' Alexandru Gaţcan | Boris Paitsjadzestadion, Tbilisi Toeschouwers: 40.642 Scheidsrechter: Georgi Kabakov (BUL) |

### 2017
|                                                                 |                                           |       |                                          |                                                                                     |
| 23 januari Vriendschappelijk № 210 «onderlinge duels» 20:45 uur | Oezbekistan                               | 2 – 2 | Georgië                                  | The Sevens Stadium, Dubai Toeschouwers: 100 Scheidsrechter: Yaqoub Al-Hammadi (VAE) |
| 23 januari Vriendschappelijk № 210 «onderlinge duels» 20:45 uur | Eldor Shomurodov 45' Eldor Shomurodov 78' |       | 69' Teimuraz Shonia 77' Saba Lobzjanidze | The Sevens Stadium, Dubai Toeschouwers: 100 Scheidsrechter: Yaqoub Al-Hammadi (VAE) |

|                                                                 |                      |       |         |                                                                                    |
| 25 januari Vriendschappelijk № 211 «onderlinge duels» 20:45 uur | Jordanië             | 1 – 0 | Georgië | Theyab Awana Stadium, Dubai Toeschouwers: 200 Scheidsrechter: Fahad Al-Marri (QAT) |
| 25 januari Vriendschappelijk № 211 «onderlinge duels» 20:45 uur | Hamza Al-Dardour 43' |       |         | Theyab Awana Stadium, Dubai Toeschouwers: 200 Scheidsrechter: Fahad Al-Marri (QAT) |

|                                                                          |                    |       |                                                                    |                                                                                          |
| 24 maart Kwalificatie WK 2018 Groep D № 212 «onderlinge duels» 20:45 uur | Georgië            | 1 – 3 | Servië                                                             | Boris Paitsjadzestadion, Tbilisi Toeschouwers: 30.000 Scheidsrechter: Felix Zwayer (GER) |
| 24 maart Kwalificatie WK 2018 Groep D № 212 «onderlinge duels» 20:45 uur | Nika Katsjarava 5' |       | 45' (pen.) Dušan Tadić 64' Aleksandar Mitrović 86' Mijat Gaćinović | Boris Paitsjadzestadion, Tbilisi Toeschouwers: 30.000 Scheidsrechter: Felix Zwayer (GER) |

|                                                               | |       |         |                                                                                           |
| 28 maart Vriendschappelijk № 213 «onderlinge duels» 15:00 uur | Georgië                                                                                                  | 5 – 0 | Letland | Boris Paitsjadzestadion, Tbilisi Toeschouwers: 14.000 Scheidsrechter: Suren Baliyan (ARM) |
| 28 maart Vriendschappelijk № 213 «onderlinge duels» 15:00 uur | Jano Ananidze 18' (pen.) Giorgi Kvilitaia 33' Giorgi Kvilitaia 68' Jano Ananidze 78' Giorgi Arabidze 90' |       |         | Boris Paitsjadzestadion, Tbilisi Toeschouwers: 14.000 Scheidsrechter: Suren Baliyan (ARM) |

|                                                             |                                                                         |       |                      |                                                                                             |
| 7 juni Vriendschappelijk № 214 «onderlinge duels» 18:00 uur | Georgië                                                                 | 3 – 0 | Saint Kitts en Nevis | Micheil Meschistadion, Tbilisi Toeschouwers: 1.000 Scheidsrechter: Zaven Hovhannisyan (ARM) |
| 7 juni Vriendschappelijk № 214 «onderlinge duels» 18:00 uur | Giorgi Arabidze 51' Giorgi Arabidze 73' (pen.) Vladimir Dvalisjvili 80' |       |                      | Micheil Meschistadion, Tbilisi Toeschouwers: 1.000 Scheidsrechter: Zaven Hovhannisyan (ARM) |

|                                                                         |                                      |       |                                                |                                                                                     |
| 11 juni Kwalificatie WK 2018 Groep D № 215 «onderlinge duels» 20:45 uur | Moldavië                             | 2 – 2 | Georgië                                        | Stadionul Zimbru, Chișinău Toeschouwers: 4.803 Scheidsrechter: Andreas Ekberg (SWE) |
| 11 juni Kwalificatie WK 2018 Groep D № 215 «onderlinge duels» 20:45 uur | Radu Gînsari 15' Alexandru Dedov 36' |       | 65' Giorgi Merebasjvili 70' Valeri Kazaisjvili | Stadionul Zimbru, Chișinău Toeschouwers: 4.803 Scheidsrechter: Andreas Ekberg (SWE) |

|                                                                             |                        |       |                |                                                                                           |
| 2 september Kwalificatie WK 2018 Groep D № 216 «onderlinge duels» 20:45 uur | Georgië                | 1 – 1 | Ierland        | Boris Paitsjadzestadion, Tbilisi Toeschouwers: 35.000 Scheidsrechter: Ivan Kružliak (SVK) |
| 2 september Kwalificatie WK 2018 Groep D № 216 «onderlinge duels» 20:45 uur | Valeri Kazaisjvili 34' |       | 4' Shane Duffy | Boris Paitsjadzestadion, Tbilisi Toeschouwers: 35.000 Scheidsrechter: Ivan Kružliak (SVK) |

|                                                                             |                  |       |                |                                                                                      |
| 5 september Kwalificatie WK 2018 Groep D № 217 «onderlinge duels» 20:45 uur | Oostenrijk       | 1 – 1 | Georgië        | Ernst Happelstadion, Wenen Toeschouwers: 13.400 Scheidsrechter: Orel Grinfeeld (ISR) |
| 5 september Kwalificatie WK 2018 Groep D № 217 «onderlinge duels» 20:45 uur | Louis Schaub 43' |       | 8' Vako Gvilia | Ernst Happelstadion, Wenen Toeschouwers: 13.400 Scheidsrechter: Orel Grinfeeld (ISR) |

|                                                                           |         |                  |       |                                                                                               |
| 6 oktober Kwalificatie WK 2018 Groep D № 218 «onderlinge duels» 20:45 uur | Georgië | 0 – 1            | Wales | Boris Paitsjadzestadion, Tbilisi Toeschouwers: 30.000 Scheidsrechter: Jesús Gil Manzano (ESP) |
| 6 oktober Kwalificatie WK 2018 Groep D № 218 «onderlinge duels» 20:45 uur |         | 49' Tom Lawrence |       | Boris Paitsjadzestadion, Tbilisi Toeschouwers: 30.000 Scheidsrechter: Jesús Gil Manzano (ESP) |

|                                                                           |                         |       |         |                                                                                 |
| 9 oktober Kwalificatie WK 2018 Groep D № 219 «onderlinge duels» 20:45 uur | Servië                  | 1 – 0 | Georgië | Rode Sterstadion, Belgrado Toeschouwers: 55.200 Scheidsrechter: Paweł Gil (POL) |
| 9 oktober Kwalificatie WK 2018 Groep D № 219 «onderlinge duels» 20:45 uur | Aleksandar Prijović 74' |       |         | Rode Sterstadion, Belgrado Toeschouwers: 55.200 Scheidsrechter: Paweł Gil (POL) |

|                                                                  |                      |       |        |                                                                                           |
| 10 november Vriendschappelijk № 220 «onderlinge duels» 15:00 uur | Georgië              | 1 – 0 | Cyprus | Tengiz Boerdzjanadzestadion, Gori Toeschouwers: 4.100 Scheidsrechter: Suren Baliyan (ARM) |
| 10 november Vriendschappelijk № 220 «onderlinge duels» 15:00 uur | Giorgi Kvilitaia 24' |       |        | Tengiz Boerdzjanadzestadion, Gori Toeschouwers: 4.100 Scheidsrechter: Suren Baliyan (ARM) |

|                                                                  |                                         |       |                                          |                                                                                          |
| 13 november Vriendschappelijk № 221 «onderlinge duels» 16:00 uur | Georgië                                 | 2 – 2 | Wit-Rusland                              | Ramaz Sjengeliastadion, Koetaisi Toeschouwers: 7.500 Scheidsrechter: Suren Baliyan (ARM) |
| 13 november Vriendschappelijk № 221 «onderlinge duels» 16:00 uur | Irakli Sikharulidze 35' Lasja Dvali 51' |       | 24' Ihar Stasevich 66' Pavel Nyakhaychyk | Ramaz Sjengeliastadion, Koetaisi Toeschouwers: 7.500 Scheidsrechter: Suren Baliyan (ARM) |

### 2018
|                                                               |                                                                                              |       |          |                                                                                          |
| 24 maart Vriendschappelijk № 222 «onderlinge duels» 17:00 uur | Georgië                                                                                      | 4 – 0 | Litouwen | Micheil Meschistadion, Tbilisi Toeschouwers: 18.000 Scheidsrechter: Alexandru Tean (MDA) |
| 24 maart Vriendschappelijk № 222 «onderlinge duels» 17:00 uur | Giorgi Papoenasjvili 15' Giorgi Kvilitaia 23' Valeri Kazaisjvili 31' Giorgi Tsjakvetadze 40' |       |          | Micheil Meschistadion, Tbilisi Toeschouwers: 18.000 Scheidsrechter: Alexandru Tean (MDA) |

|                                                               |                                         |       |         |                                                                                             |
| 27 maart Vriendschappelijk № 223 «onderlinge duels» 18:00 uur | Georgië                                 | 2 – 0 | Estland | Micheil Meschistadion, Tbilisi Toeschouwers: 19.000 Scheidsrechter: Aleksej Koelbakov (BLR) |
| 27 maart Vriendschappelijk № 223 «onderlinge duels» 18:00 uur | Jimmy Tabidze 6' Valeri Kazaisjvili 35' |       |         | Micheil Meschistadion, Tbilisi Toeschouwers: 19.000 Scheidsrechter: Aleksej Koelbakov (BLR) |

|                                                             |                          |       |       |                                                                                        |
| 1 juni Vriendschappelijk № 224 «onderlinge duels» 18:00 uur | Georgië                  | 1 – 0 | Malta | Silberstadt Arena, Schwaz Toeschouwers: 50 Scheidsrechter: Manuel Schüttengruber (AUT) |
| 1 juni Vriendschappelijk № 224 «onderlinge duels» 18:00 uur | Goeram Kasjia 89' (pen.) |       |       | Silberstadt Arena, Schwaz Toeschouwers: 50 Scheidsrechter: Manuel Schüttengruber (AUT) |

|                                                             |                      |       |         |                                                                                       |
| 5 juni Vriendschappelijk № 225 «onderlinge duels» 20:00 uur | Luxemburg            | 1 – 0 | Georgië | Stade Josy Barthel, Luxemburg Toeschouwers: 1.786 Scheidsrechter: Iwan Griffith (WAL) |
| 5 juni Vriendschappelijk № 225 «onderlinge duels» 20:00 uur | Aurélien Joachim 69' |       |         | Stade Josy Barthel, Luxemburg Toeschouwers: 1.786 Scheidsrechter: Iwan Griffith (WAL) |

|                                                                             |            |                                                 |         |                                                                                      |
| 6 september UEFA Nations League Groep D1 № 226 «onderlinge duels» 18:00 uur | Kazachstan | 0 – 2                                           | Georgië | Astana Arena, Nur-Sultan Toeschouwers: 28.736 Scheidsrechter: Halil Umut Meler (TUR) |
| 6 september UEFA Nations League Groep D1 № 226 «onderlinge duels» 18:00 uur |            | 69' Giorgi Tsjakvetadze 74' (e.d.) Sergej Malji |         | Astana Arena, Nur-Sultan Toeschouwers: 28.736 Scheidsrechter: Halil Umut Meler (TUR) |

|                                                                             |                                |       |         |                                                                                                   |
| 9 september UEFA Nations League Groep D1 № 227 «onderlinge duels» 18:00 uur | Georgië                        | 1 – 0 | Letland | Boris Paitsjadzestadion, Tbilisi Toeschouwers: 45.716 Scheidsrechter: Anastasios Papapetrou (GRE) |
| 9 september UEFA Nations League Groep D1 № 227 «onderlinge duels» 18:00 uur | Tornike Okriasjvili 77' (pen.) |       |         | Boris Paitsjadzestadion, Tbilisi Toeschouwers: 45.716 Scheidsrechter: Anastasios Papapetrou (GRE) |

|                                                                            |                                                                    |       |         |                                                                                                  |
| 13 oktober UEFA Nations League Groep D1 № 228 «onderlinge duels» 18:00 uur | Georgië                                                            | 3 – 0 | Andorra | Boris Paitsjadzestadion, Tbilisi Toeschouwers: 32.212 Scheidsrechter: Sébastien Delferière (BEL) |
| 13 oktober UEFA Nations League Groep D1 № 228 «onderlinge duels» 18:00 uur | Valeri Kazaisjvili 33' Valeri Kazaisjvili 84' Dzjaba Kankava 90+5' |       |         | Boris Paitsjadzestadion, Tbilisi Toeschouwers: 32.212 Scheidsrechter: Sébastien Delferière (BEL) |

|                                                                            |         |                                                           |         |                                                                               |
| 16 oktober UEFA Nations League Groep D1 № 229 «onderlinge duels» 20:45 uur | Letland | 0 – 3                                                     | Georgië | Daugavastadion, Riga Toeschouwers: 3.185 Scheidsrechter: Petr Ardeleanu (CZE) |
| 16 oktober UEFA Nations League Groep D1 № 229 «onderlinge duels» 20:45 uur |         | 8' Dzjaba Kankava 29' Vako Gvilia 61' Giorgi Tsjakvetadze |         | Daugavastadion, Riga Toeschouwers: 3.185 Scheidsrechter: Petr Ardeleanu (CZE) |

|                                                                             |                       |       |                        |                                                                                           |
| 15 november UEFA Nations League Groep D1 № 230 «onderlinge duels» 20:45 uur | Andorra               | 1 – 1 | Georgië                | Estadi Nacional, Andorra la Vella Toeschouwers: 1.311 Scheidsrechter: Radu Petrescu (ROU) |
| 15 november UEFA Nations League Groep D1 № 230 «onderlinge duels» 20:45 uur | Cristian Martínez 63' |       | 9' Giorgi Tsjakvetadze | Estadi Nacional, Andorra la Vella Toeschouwers: 1.311 Scheidsrechter: Radu Petrescu (ROU) |

|                                                                             |                                                 |       |                        |                                                                                           |
| 19 november UEFA Nations League Groep D1 № 231 «onderlinge duels» 18:00 uur | Georgië                                         | 2 – 1 | Kazachstan             | Boris Paitsjadzestadion, Tbilisi Toeschouwers: 46.686 Scheidsrechter: Tiago Martins (POR) |
| 19 november UEFA Nations League Groep D1 № 231 «onderlinge duels» 18:00 uur | Giorgi Merebasjvili 59' Giorgi Tsjakvetadze 84' |       | 90' Oralchan Omirtajev | Boris Paitsjadzestadion, Tbilisi Toeschouwers: 46.686 Scheidsrechter: Tiago Martins (POR) |

### 2019
|                                                                          |         |                                    |             |                                                                                          |
| 23 maart Kwalificatie EK 2020 Groep D № 232 «onderlinge duels» 18:00 uur | Georgië | 0 – 2                              | Zwitserland | Boris Paitsjadzestadion, Tbilisi Toeschouwers: 49.207 Scheidsrechter: Craig Pawson (ENG) |
| 23 maart Kwalificatie EK 2020 Groep D № 232 «onderlinge duels» 18:00 uur |         | 56' Steven Zuber 80' Denis Zakaria |             | Boris Paitsjadzestadion, Tbilisi Toeschouwers: 49.207 Scheidsrechter: Craig Pawson (ENG) |

|                                                                          |                     |       |         |                                                                                  |
| 26 maart Kwalificatie EK 2020 Groep D № 233 «onderlinge duels» 20:45 uur | Ierland             | 1 – 0 | Georgië | Avivastadion, Dublin Toeschouwers: 40.317 Scheidsrechter: Serdar Gözübüyük (NED) |
| 26 maart Kwalificatie EK 2020 Groep D № 233 «onderlinge duels» 20:45 uur | Conor Hourihane 36' |       |         | Avivastadion, Dublin Toeschouwers: 40.317 Scheidsrechter: Serdar Gözübüyük (NED) |

|                                                                        |                                                                    |       |           |                                                                                           |
| 7 juni Kwalificatie EK 2020 Groep D № 234 «onderlinge duels» 18:00 uur | Georgië                                                            | 3 – 0 | Gibraltar | Boris Paitsjadzestadion, Tbilisi Toeschouwers: 17.357 Scheidsrechter: Antti Munukka (FIN) |
| 7 juni Kwalificatie EK 2020 Groep D № 234 «onderlinge duels» 18:00 uur | Vako Gvilia 30' Giorgi Papoenasjvili 59' Vato Arveladze 76' (pen.) |       |           | Boris Paitsjadzestadion, Tbilisi Toeschouwers: 17.357 Scheidsrechter: Antti Munukka (FIN) |

|                                                                         | |       |                      |                                                                                    |
| 10 juni Kwalificatie EK 2020 Groep D № 235 «onderlinge duels» 20:45 uur | Denemarken                                                                                              | 5 – 1 | Georgië              | Parken, Kopenhagen Toeschouwers: 15.837 Scheidsrechter: Robert Schörgenhofer (AUT) |
| 10 juni Kwalificatie EK 2020 Groep D № 235 «onderlinge duels» 20:45 uur | Kasper Dolberg 13' Christian Eriksen 30' Kasper Dolberg 63' Yussuf Poulsen 73' Martin Braithwaite 90+3' |       | 25' Saba Lobzjanidze | Parken, Kopenhagen Toeschouwers: 15.837 Scheidsrechter: Robert Schörgenhofer (AUT) |

|                                                                  |                                 |       |                                        |                                                                                                |
| 5 september Vriendschappelijk № 236 «onderlinge duels» 15:30 uur | Zuid-Korea                      | 2 – 2 | Georgië                                | Başakşehir Fatih Terimstadion, Istanboel Toeschouwers: 750 Scheidsrechter: Hüseyin Göçek (TUR) |
| 5 september Vriendschappelijk № 236 «onderlinge duels» 15:30 uur | Hwang Ui-jo 48' Hwang Ui-jo 85' |       | 40' Jano Ananidze 90' Giorgi Kvilitaia | Başakşehir Fatih Terimstadion, Istanboel Toeschouwers: 750 Scheidsrechter: Hüseyin Göçek (TUR) |

|                                                                             |         |       |            |                                                                                               |
| 8 september Kwalificatie EK 2020 Groep D № 237 «onderlinge duels» 18:00 uur | Georgië | 0 – 0 | Denemarken | Boris Paitsjadzestadion, Tbilisi Toeschouwers: 21.456 Scheidsrechter: François Letexier (FRA) |
| 8 september Kwalificatie EK 2020 Groep D № 237 «onderlinge duels» 18:00 uur |         |       |            | Boris Paitsjadzestadion, Tbilisi Toeschouwers: 21.456 Scheidsrechter: François Letexier (FRA) |

|                                                                            |         |       |         |                                                                                         |
| 12 oktober Kwalificatie EK 2020 Groep D № 238 «onderlinge duels» 15:00 uur | Georgië | 0 – 0 | Ierland | Boris Paitsjadzestadion, Tbilisi Toeschouwers: 24.385 Scheidsrechter: Marco Guida (ITA) |
| 12 oktober Kwalificatie EK 2020 Groep D № 238 «onderlinge duels» 15:00 uur |         |       |         | Boris Paitsjadzestadion, Tbilisi Toeschouwers: 24.385 Scheidsrechter: Marco Guida (ITA) |

|                                                                            |                                    |       |                                                                 |                                                                                   |
| 15 oktober Kwalificatie EK 2020 Groep D № 239 «onderlinge duels» 20:45 uur | Gibraltar                          | 2 – 3 | Georgië                                                         | Victoriastadion, Gibraltar Toeschouwers: 1.455 Scheidsrechter: Paolo Valeri (ITA) |
| 15 oktober Kwalificatie EK 2020 Groep D № 239 «onderlinge duels» 20:45 uur | Lee Casciaro 66' Roy Chipolina 74' |       | 10' Giorgi Charaisjvili 21' Dzjaba Kankava 84' Giorgi Kvilitaia | Victoriastadion, Gibraltar Toeschouwers: 1.455 Scheidsrechter: Paolo Valeri (ITA) |

|                                                                             |                  |       |         |                                                                                   |
| 15 november Kwalificatie EK 2020 Groep D № 240 «onderlinge duels» 20:45 uur | Zwitserland      | 1 – 0 | Georgië | Kybunpark, Sankt Gallen Toeschouwers: 16.400 Scheidsrechter: Danny Makkelie (NED) |
| 15 november Kwalificatie EK 2020 Groep D № 240 «onderlinge duels» 20:45 uur | Cedric Itten 77' |       |         | Kybunpark, Sankt Gallen Toeschouwers: 16.400 Scheidsrechter: Danny Makkelie (NED) |

|                                                                  |                                           |       |                          |                                                                                |
| 19 november Vriendschappelijk № 241 «onderlinge duels» 18:00 uur | Kroatië                                   | 2 – 1 | Georgië                  | Stadion Aldo Drosina, Pula Toeschouwers: 5.072 Scheidsrechter: Alan Sant (MLT) |
| 19 november Vriendschappelijk № 241 «onderlinge duels» 18:00 uur | Goeram Kasjia 25' (e.d.) Ivan Perišić 53' |       | 19' Giorgi Papoenasjvili | Stadion Aldo Drosina, Pula Toeschouwers: 5.072 Scheidsrechter: Alan Sant (MLT) |

GFF · A-internationals · Bondscoaches · Statistieken · Georgisch vrouwenelftal · Georgië U21 · Georgië U20 · Georgië U19 · Georgië U18 · Georgië U17 · Georgië U16
1990 – 1999 ·
2000 – 2009 ·
2010 – 2019 ·
2020 − 2029
1990 · 
1991 · 
1992 · 
1993 · 
1994 · 
1995 · 
1996 · 
1997 · 
1998 · 
1999 · 
2000 · 
2001 · 
2002 · 
2003 · 
2004 · 
2005 · 
2006 · 
2007 · 
2008 · 
2009 · 
2010 · 
2011 · 
2012 · 
2013 · 
2014 · 
2015 ·
2016 ·
2017 ·
2018 ·
2019 ·
2020 ·
2021 ·
2022 ·
2023 ·
2024
Albanië ·
Andorra ·
Armenië ·
Azerbeidzjan ·
Bosnië en Herzegovina ·
Bulgarije ·
Cyprus ·
Denemarken ·
Duitsland ·
Egypte ·
Engeland ·
Estland ·
Faeröer ·
Finland ·
Frankrijk ·
Gibraltar ·
Griekenland ·
Hongarije ·
Ierland ·
IJsland ·
Iran ·
Israël ·
Italië ·
Jordanië ·
Kameroen ·
Kazachstan ·
Kosovo ·
Kroatië ·
Letland ·
Libanon ·
Liechtenstein ·
Litouwen ·
Luxemburg ·
Malta ·
Marokko ·
Moldavië ·
Mongolië ·
Montenegro · 
Nederland ·
Nieuw-Zeeland ·
Nigeria ·
Noord-Ierland ·
Noord-Macedonië ·
Noorwegen ·
Oekraïne ·
Oezbekistan ·
Oostenrijk ·
Paraguay ·
Polen ·
Portugal ·
Qatar ·
Roemenië ·
Rusland ·
Saint Kitts en Nevis ·
Saoedi-Arabië ·
Schotland ·
Servië ·
Slovenië ·
Slowakije ·
Spanje ·
Thailand ·
Tsjechië ·
Tunesië ·
Turkije ·
Uruguay ·
Verenigde Arabische Emiraten ·
Wales ·
Wit-Rusland ·
Zuid-Afrika ·
Zuid-Korea ·
Zweden ·
Zwitserland
AFC-zone: Afghanistan · Australië · Bahrein · Bangladesh · Bhutan · Brunei · Cambodja · China · Chinees Taipei · Filipijnen · Guam · Hongkong · India · Indonesië · Iran · Irak · Japan · Jemen · Jordanië · Koeweit · Kirgizië · Laos · Libanon · Macau · Maleisië · Maldiven · Mongolië · Myanmar · Nepal · Noord-Korea · Oezbekistan · Oman · Oost-Timor · Pakistan · Palestina · Qatar · Saoedi-Arabië · Singapore · Sri Lanka · Syrië · Tadjikistan · Thailand · Turkmenistan · Verenigde Arabische Emiraten · Vietnam · Zuid-Korea

CAF-zone: Algerije · Angola · Benin · Botswana · Burkina Faso · Burundi · Centraal-Afrikaanse Republiek · Comoren · Congo-Brazzaville · Congo-Kinshasa · Djibouti · Egypte · Equatoriaal-Guinea · Eritrea · Ethiopië · Gabon · Gambia · Ghana · Guinee · Guinee-Bissau · Ivoorkust · Kaapverdië · Kameroen · Kenia · Lesotho · Liberia · Libië · Madagaskar · Malawi · Mali · Mauritanië · Mauritius · Marokko · Mozambique · Namibië · Niger · Nigeria · Oeganda · Rwanda · Sao Tomé en Principe · Senegal · Seychellen · Sierra Leone · Soedan · Somalië · Swaziland · Tanzania · Togo · Tsjaad · Tunesië · Zambia · Zimbabwe · Zuid-Afrika · Zuid-Soedan 

CONCACAF-zone: Amerikaanse Maagdeneilanden · Anguilla · Antigua en Barbuda · Aruba · Bahama's · Barbados · Belize · Bermuda · Britse Maagdeneilanden · Canada · Kaaimaneilanden · Costa Rica · Cuba · Curaçao · Dominica · Dominicaanse Republiek · El Salvador · Frans Guyana · Grenada · Guadeloupe · Guatemala · Guyana · Haïti · Honduras · Jamaica · Martinique · Mexico · Montserrat · 
Nicaragua · Panama · Puerto Rico · Saint Kitts en Nevis · Saint Lucia · Saint Vincent en de Grenadines · Sint Maarten · Suriname · Trinidad en Tobago · Turks- en Caicoseilanden · Verenigde Staten

CONMEBOL-zone: Argentinië · Bolivia · Brazilië · Chili · Colombia · Ecuador · Paraguay · Peru · Uruguay · Venezuela

OFC-zone: Amerikaans-Samoa · Cookeilanden · Fiji · Nieuw-Caledonië · Nieuw-Zeeland · Papoea-Nieuw-Guinea · Samoa · Salomoneilanden · Tahiti · Tonga · Vanuatu

UEFA-zone: Albanië · Andorra · Armenië · Azerbeidzjan · België · Bosnië en Herzegovina · Bulgarije · Cyprus · Denemarken · Duitsland · Engeland · Estland · Faeröer · Finland · Frankrijk · Georgië · Gibraltar · Griekenland · Hongarije · IJsland · Ierland · Israël · Italië · Kazachstan · Kosovo · Kroatië · Letland · Liechtenstein · Litouwen · Luxemburg · Macedonië · Malta · Moldavië · Montenegro · Nederland · Noord-Ierland · Noorwegen · Oekraïne · Oostenrijk · Polen · Portugal · Roemenië · Rusland · San Marino · Schotland · Servië · Slovenië · Slowakije · Spanje · Tsjechië · Turkije · Wales · Wit-Rusland · Zweden · Zwitserland